# Dave Hemingway
David Robert „Dave“ Hemingway (* 20. September 1960 in Hull) ist ein englischer Musiker.
Er war Schlagzeuger bei den Housemartins, bevor er mit Paul Heaton die Band The Beautiful South gründete, wo er als einer der Leadsänger fungierte. 2006 veröffentlichte er sein erstes Soloalbum mit dem Titel „Hello Cruel World“ ausschließlich als Download über iTunes.
Seit Anfang 2009 spielt er wieder mit sieben der ehemaligen Mitglieder von The Beautiful South unter dem Namen „New Beautiful South“. 2010 wurde der Name in „The South“ geändert.